# Turistická značená trasa 7930
 Turistická značená trasa 7930 je 2 km dlouhá žlutě značená trasa Klubu českých turistů v okrese Jeseník spojující vrch Krajník s rozcestím pod vrchem Jehlan. Převažující směr trasy je severozápadní.

## Průběh trasy
Turistická trasa 7930 má svůj počátek v nadmořské výšce 635 m v blízkosti skalnatého vrcholu Krajník v Rychlebských horách na rozcestí s modře značenou okružní trasou 2205 spojující Lázně Jeseník s Českou Vsí. Trasa nejprve klesá do blízkého sedla na rozcestí lesních cest a poté po jedné z nich stoupá severovýchodním úbočím Jehlanu k vyhlídce u Sommerovy skály. Poté pokračuje přibližně po vrstevnici jihozápadním směrem na rozcestí Pod Jehlanem s modře značenou trasou 2204 od Jitřního pramene do Písečné.

## Historie
Trasa byla vyznačena jako náhrada za zrušenou část červenomodrého lázeňského okruhu patřícího k nedalekým Lázním Jeseník. Konkrétně se jedná úsek mezi sedlem pod Krajníkem a koncovým rozcestím. Zmíněným sedlem procházela dříve i trasa 2205, která ale byla přeložena východněji přes vrchol Krajníku a tak došlo i k vyznačení úvodního úseku trasy 7930, který posun reflektoval.

## Turistické zajímavosti na trase
- Vyhlídka na Krajníku
- Vyhlídka u Sommerovy skály